# 包綬
包綬（1057年—1105年），幼名包綖，北宋名臣包拯次子，母孙氏。北宋官员。

## 生平
生於北宋仁宗嘉祐二年（西元1057年），卒於徽宗崇寧四年（西元1105年），享年四十七歲。包绶的生母是包公媵妾孫氏，但未出世，孫氏便被包公打發回娘家，多虧大嫂崔氏知悉孫氏懷有身孕，背著包公夫婦，私下不斷派人接濟，後孫氏生下一名男孩，崔氏偷偷將男孩抱養在自己房裡，名為長嫂，實為養母，翌年，在包公六十歲大壽之際將還在襁褓之中的孩子送到包公面前，包公夫婦大喜，遂將此子取名包綖。
包公於嘉祐七年過世，宋仁宗親自前往靈堂弔唁，當仁宗看到當時只是五歲的包綖，衣著打扮極其一般，而環顧包家擺設也不切合包公地位，不禁鼻酸，為了照顧包公後代，賜與包家許多財物，還欽封包綬為太常寺太祝，並記錄在案，在開封的喪禮完畢之後，包綬跟著家人，護送著包公的靈柩從開封回到合肥。包綖漸漸長大，崔氏在官府的協助下請來啟蒙老師，教包綖讀書識字，並給包綖取了學名包綬。包綬八歲時，正逢朝廷三年一次的祭祀聖典，百官照例晉升一級，包綬也由『太常寺太祝』升為『大理評事』，相當於包公考中進士之後才得到的等同職位，不久又轉為「承事郎」，就是說包綬還是童稚之年，就具有了八品官的身分，但這是違背包公生前的遺願的，包公生前一直反對不分才智高低或者貢獻大小，論資排輩的加官進爵，以及為照顧重臣子弟的太多太濫的規定，但這些建言一直未被朝廷採納，使得包綬成了『蔭補』制度之下的受益者，不過包綬十分有志氣，沒在溫室裡退化，更加自強奮進，他虛心好學、知書達禮，遇事不隨聲附和、人云亦云，又嚴以律己、愛恨分明，一舉一動，酷似包拯。九歲時，包公夫人董氏病逝，崔氏為其張羅後事，並把董氏葬在包公墓側，此後包家便由崔氏為主，包綬成年後，崔氏一手作主為包綬娶了廬州知州張田的女兒張氏為妻。之後，張氏不幸早逝，崔氏再次主婚，給包綬娶了宰相文彥博之女文氏，成婚之後，崔氏便派人到開封一帶尋找包綬生母孫氏，最後將孫氏接回合肥，讓包綬母子團聚。崔氏於宋哲宗紹聖元年（1094年）病歿，享年六十二歲，生前包綬對她有如親生母親一般孝順，去世之時，包綬正在開封最高學府裡擔任國子監丞，聞訊之後，悲痛欲絕，連夜奔喪回到合肥，為其披麻戴孝，猶如對待生母一樣。
宰相文彥博念及『包拯之後，唯綬一身。』，便向繼位的宋哲宗呈了《舉包綬》的奏章，宋哲宗賜包綬做濠州（今安徽省鳳陽縣）團練判官，這是包綬第一次做官，處世嚴峻，辦事認真，奉公守法，不貪圖財利富貴，濠州知州見包綬身為名門之後，卻不以勢自居，遇事便常與包綬討論，包綬也對知州直言不諱，二人相處甚歡，三年任滿，離開濠州時，包綬博得一個『廉潔勤政』的好名聲。
之後包綬調至開封，升為七品宣義郎，分配做少府監丞，負責管理天子使用的龍袍、車駕、寶冊、符印、旌旗等物，工作雖千頭萬緒，但包綬卻處理的井然有序，贏得公卿們的讚許，紛紛上奏推舉他，尤其是包公的同僚好友、自己的丈人宰相文彥博，奏章寫的最為懇切，說：『故樞密副使包拯身被忠孝，秉節清勁，直道立朝，中外嚴憚，先帝以其德望之重，擢為輔臣，未盡其才，不久薨謝。』並指出『包拯之後，唯綬一身，孤立不倚，能世其家，恬靜自首，不苟求進』，由於受到滿朝公卿的傾力舉薦，這以後，包綬先是被任國子監丞，繼而進為宣德郎，再升為六品通直郎不久，又被任命為汝州（今河南臨汝縣）通判，經過包綬的努力，很快，汝州便呈獻一片平和清晏的景象。當包綬被晉升為六品朝奉郎，調離汝州時，汝州百姓扶老攜幼，為他送行。
宋徽宗崇寧四年（1105年）十月，包綬調任譚州（今湖南長沙市）通判，赴任時途經合肥，他安排好家事，便乘船延南淝河進巢湖，後入長江，溯江而上，但包綬正值年富力強、前程似錦之時，這條上任之路，竟是一條不歸路，在途中，他身染重症，船隻開到黃州（今湖北省黃岡縣）附近，便撒手歸西了，得年四十七歲。
後來人們打開包綬的行李，發現除了任命狀、書籍、文具、著述之外，找不到任何一件值錢的東西，五歲被宋仁宗賜為「太常寺太祝」，又掌管大內珍寶，以仕至六品的達官貴人，與世長辭時，衣袋裡只找出四十六枚銅錢，於是人們猜測：他的死，是連病帶餓而死的。
包綬與張氏共有四個兒子，包康年、包耆年、包彭年、包景年，另有兩名女兒，但早早就夭折了，包康年和包彭年兄弟也在父親包綬過世不久便相繼死去。
包綬的墓誌銘記載，包綬一家共有十人，其中七人在幼年和青年過世的，唯有包綬年齡最長，但也才四十七歲。包綬兒女眾多，俸祿低微，卻又為官廉潔。
包綬過世時，兒女均未成人，一家老小只有依靠官府和姑丈文效接濟度日，甚至無法將包綬的遺骸從黃州運回合肥，直到16年後，包耆年、包景年都已成家立業，經濟稍有少許好轉，才把父親包綬的棺骨從湖北運回，葬入合肥大興集的包氏大塋之中。包綬和文氏的合葬墓緊鄰在包公墓的左下側，棺木直接埋入土裡，與平民葬式沒有兩樣，隨葬品大都是隨身攜帶的日用品。
包綬墓出土的幾件文物中，最引人注目的就是那方帶有碎錠殘墨的石硯，此硯是產於距合肥不遠的歙州硯。石硯長17.1公分、寬10.8公分、高2.1公分，長方形，硯石灰黑，質較硬，無紋理。硯面前部刻有橢圓形水池，中間刻一流，與硯堂相接，四側向下內收，底部作抄手式，較低。造型簡潔。是研究宋代歙硯的重要資料。因為這方硯台，證實了當年包公去端州任知府，卸任時的『不持一硯歸』卻有其事。